# Tantal (Band)
Tantal ist eine russische Melodic-Death-Metal-Band aus Puschkino, die im Jahr 2004 gegründet wurde.

## Geschichte
Die Band wurde im Jahr 2004 gegründet und bestand aus Gitarrist Dmitry Ignatyev, Gitarrist und Sänger Alexander Bessilin, Bassist Michael Krivulec und Schlagzeuger Vyacheslav Gurovoy. Im Jahr 2005 kam Sängerin Sofiya Raykova zur Besetzung, sodass sich Bessilin auf das Spielen der Gitarre konzentrieren konnte. Anfang 2007 nahm die Band ihr erstes Demo Emotional Distress auf. Nach den Aufnahmen verließ Alexander Bessilin die Band und wurde durch Alexander Strlnikov ersetzt. Ende 2008 nahm die Band ihr Debütalbum The Beginning of the End auf. Als Produzent war Eugene Vinogradov, welcher schon für die deutsche Band Crematory tätig war, zuständig. Als Gastmusiker waren Keyboarder und Gitarrist Andrew Smirnov (Мастер, Everlost), Keyboarder Alexander Dronov (u. a. End Zone) und Gitarrist Douglas Verhoeven (In-Quest) zu hören. Am 30. März 2009 erschien das Album über Mazzar Records. Der Veröffentlichung folgten Auftritte, unter anderem zusammen mit Bands wie Anata und Sadist. Anfang 2010 erschien das Album in Großbritannien über Raven Heart Music Records. Durch die Hilfe von verschiedenen Agenturen in Europa, den USA, Kanada, Japan, Brasilien, Mexiko, Italien und Indien konnte das Album weltweit vermarktet werden. Im Jahr 2011 verließ Bassist Michael Krivulec die Band und wurde durch Dmitry Alexeev ersetzt. Momentan arbeitet die Band an einem neuen Album, das den Namen Expectancy tragen soll.

## Stil
Die Band spielt Melodic Death Metal, der an neuere Werke von Arch Enemy erinnert. Teilweise weisen die Lieder leicht progressive Passagen auf. Die Gitarrenriffs erinnern teilweise leicht an die der Thrash-Metal-Band Megadeth.

## Diskografie
- 2007: Emotional Distress (Demo, Eigenveröffentlichung)
- 2009: The Beginning of the End (Album, Mazzar Records)